# 松平斉光

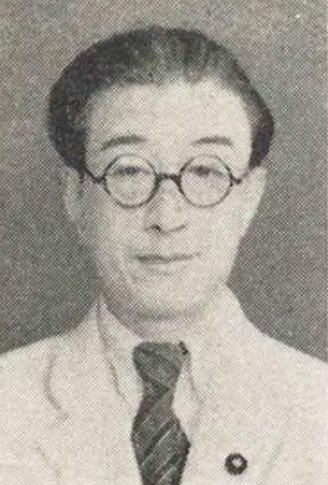
松平斉光

松平 斉光（まつだいら なりみつ、1897年〈明治30年〉2月10日 - 1979年〈昭和54年〉5月14日）は、日本の政治思想史学者。 

## 経歴
男爵松平斉（松平斉民の九男）の長男。母は徳川慶喜の七女・浪子。妻は徳川昭武（慶喜の弟）の三女・直子。
父・斉は斉光が生まれる前に失踪している。1904年（明治37年）5月20日、家督を相続し男爵を襲爵した。1921年（大正10年）東京帝国大学法学部政治学科卒。同副手、1932年（昭和7年）渡仏、ソルボンヌ大学に学び、1940年（昭和15年）帰国。陸軍主計少尉。
1946年（昭和21年）5月、貴族院男爵議員に補欠選挙で当選し、公正会に所属し、1947年（昭和22年）5月2日の貴族院廃止まで在任した。
1961年（昭和36年）10月26日、「フランス啓蒙思想の研究」で東京大学より法学博士の学位を取得。旧・東京都立大学教授、1961年（昭和36年）定年退官、名誉教授、明治大学政治経済学部教授、1968年（昭和43年）東海大学教授。

## 著作

### 単著
- 『フランス政治思想史』日本評論社〈社会科学叢書 第30編〉、1930年3月。 NCID BN12517122。全国書誌番号:47000220。
- 『祭』日光書院、1943年9月。 NCID BN09711171。全国書誌番号:46013919。
  - 『祭』飯島吉晴解説、平凡社〈東洋文庫 631〉、1998年3月。ISBN 9784582806311。 NCID BA34861662。全国書誌番号:99000823。
  - 『祭』飯島吉晴解説（オンデマンド版）、平凡社〈ワイド版東洋文庫 631〉、2009年9月。ISBN 9784256806319。 NCID BB20188101。全国書誌番号:22872361。
- 『祭 本質と諸相』日光書院、1946年12月。 NCID BN05023938。全国書誌番号:46013920。
- 『欧洲政治思想史』 上巻（個我の発見）、明治書院、1950年5月。 NCID BN05608206。全国書誌番号:48006673。
- 『欧洲政治思想史』 下巻（個我の進展）、明治書院、1955年9月。 NCID BN12544249。全国書誌番号:49004194。
- 『フランス啓蒙思想の研究』有斐閣、1958年4月。 NCID BN01636447。全国書誌番号:58006714。
- 『政治学原論』 第1分冊、稲門堂、1965年4月。全国書誌番号:20098101。
- 『古代ヨーロッパの政治と思想 その史的展望』東海大学出版会、1972年10月。 NCID BN02441104。全国書誌番号:72000812。
- 『近代ヨーロッパの政治と思想』人間の科学社、1976年2月。 NCID BN00896034。全国書誌番号:72009606。
- 『祭 本質と諸相 古代人の宇宙』山口昌男解説、朝日新聞社、1977年5月。 NCID BN00339650。全国書誌番号:77018544。

### 翻訳
- アラン『幸福論』三笠書房〈三笠文庫 175〉、1953年5月。 NCID BA57088209。全国書誌番号:53003516。
- アラン『アラン幸福論』東京ライフ社〈東京選書 18〉、1956年3月。 NCID BB05382459。全国書誌番号:56005699。

## 関連書
- 櫻井陽二『松平齊光における政治科学と天皇制』芦書房、2010年3月。ISBN 9784755612268。